# НХЛ у сезоні 1970—1971
НХЛ у сезоні 1970/1971 — 54-й регулярний чемпіонат НХЛ. Сезон стартував 9 жовтня 1970. Закінчився фінальним матчем Кубка Стенлі 18 травня 1971 між Монреаль Канадієнс та Чикаго Блек Гокс перемогою «Канадієнс» 3:2 в матчі та 4:3 в серії. Це сімнадцята перемога в Кубку Стенлі Монреаля.

## Підсумкові турнірні таблиці
| #                 | Команда                | І  | В  | П  | Н  | ШЗ  | ШП  | Очки |
| ----------------- | ---------------------- | -- | -- | -- | -- | --- | --- | ---- |
| Східний дивізіон  |                        |    |    |    |    |     |     |      |
| 1                 | Бостон Брюїнс          | 78 | 57 | 7  | 14 | 399 | 207 | 121  |
| 2                 | Нью-Йорк Рейнджерс     | 78 | 49 | 11 | 18 | 259 | 177 | 109  |
| 3                 | Монреаль Канадієнс     | 78 | 42 | 13 | 23 | 291 | 216 | 97   |
| 4                 | Торонто Мейпл-Ліфс     | 78 | 37 | 8  | 33 | 248 | 211 | 82   |
| 5                 | Баффало Сейбрс         | 78 | 24 | 15 | 39 | 217 | 291 | 63   |
| 6                 | Ванкувер Канакс        | 78 | 24 | 8  | 46 | 229 | 296 | 56   |
| 7                 | Детройт Ред-Вінгс      | 78 | 22 | 11 | 45 | 209 | 308 | 55   |
| Західний дивізіон |                        |    |    |    |    |     |     |      |
| 1                 | Чикаго Блек Гокс       | 78 | 49 | 9  | 20 | 277 | 184 | 107  |
| 2                 | Сент-Луїс Блюз         | 78 | 34 | 19 | 25 | 223 | 208 | 87   |
| 3                 | Філадельфія Флайєрс    | 78 | 28 | 17 | 33 | 207 | 225 | 73   |
| 4                 | Міннесота Норз-Старс   | 78 | 28 | 16 | 34 | 191 | 223 | 72   |
| 5                 | Лос-Анджелес Кінгс     | 78 | 25 | 13 | 40 | 239 | 303 | 63   |
| 6                 | Піттсбург Пінгвінс     | 78 | 21 | 20 | 37 | 221 | 240 | 62   |
| 7                 | Каліфорнія Голден-Сілс | 78 | 20 | 5  | 53 | 199 | 320 | 45   |

## Матч усіх зірок НХЛ
24-й матч усіх зірок НХЛ пройшов 19 січня 1971 року в Бостоні: Захід — Схід 2:1 (2:1, 0:0, 0:0).

## Найкращі бомбардири
| Гравець       | Команда  | І  | Г  | П   | О   | ШХ  |
| ------------- | -------- | -- | -- | --- | --- | --- |
| Філ Еспозіто  | Бостон   | 78 | 76 | 76  | 152 | 71  |
| Боббі Орр     | Бостон   | 78 | 37 | 102 | 139 | 91  |
| Джонні Буцик  | Бостон   | 78 | 51 | 65  | 116 | 8   |
| Кен Годж      | Бостон   | 78 | 43 | 62  | 105 | 113 |
| Боббі Галл    | Чикаго   | 78 | 44 | 52  | 96  | 32  |
| Норм Ульман   | Торонто  | 73 | 34 | 51  | 85  | 24  |
| Вейн Кешман   | Бостон   | 77 | 21 | 58  | 79  | 100 |
| Джон Маккензі | Бостон   | 65 | 31 | 46  | 77  | 120 |
| Девід Кеон    | Торонто  | 76 | 38 | 38  | 76  | 4   |
| Жан Беліво    | Монреаль | 70 | 25 | 51  | 76  | 40  |

## Плей-оф

### Чвертьфінали
| - 7 квітня. НЙ Рейнджерс — Торонто 5:4 - 8 квітня. НЙ Рейнджерс — Торонто 1:4 - 10 квітня. Торонто — НЙ Рейнджерс 3:1 - 11 квітня. Торонто — НЙ Рейнджерс 2:4 - 13 квітня. НЙ Рейнджерс — Торонто 3:1 - 15 квітня. Торонто — НЙ Рейнджерс 1:2 ОТ Серія: НЙ Рейнджерс — Торонто 4-2 | - 7 квітня. Сент-Луїс — Міннесота 2:3 - 8 квітня. Сент-Луїс — Міннесота 4:2 - 10 квітня. Міннесота — Сент-Луїс 0:3 - 11 квітня. Міннесота — Сент-Луїс 2:1 - 13 квітня. Сент-Луїс — Міннесота 3:4 - 15 квітня. Міннесота — Сент-Луїс 5:2 Серія: Сент-Луїс — Міннесота 2-4        |
| - 7 квітня. Чикаго — Філадельфія 5:2 - 8 квітня. Чикаго — Філадельфія 6:2 - 10 квітня. Філадельфія — Чикаго 2:3 - 11 квітня. Філадельфія — Чикаго 2:6 Серія: Чикаго — Філадельфія 4-0                                                                                              | - 7 квітня. Бостон — Монреаль 3:1 - 8 квітня. Бостон — Монреаль 5:7 - 10 квітня. Монреаль — Бостон 3:1 - 11 квітня. Монреаль — Бостон 2:5 - 13 квітня. Бостон — Монреаль 7:3 - 15 квітня. Монреаль — Бостон 8:3 - 18 квітня. Бостон — Монреаль 2:4 Серія: Бостон — Монреаль 3-4 |

### Півфінали
| - 20 квітня. Монреаль — Міннесота 7:2 - 22 квітня. Монреаль — Міннесота 3:6 - 24 квітня. Міннесота — Монреаль 3:6 - 25 квітня. Міннесота — Монреаль 5:2 - 27 квітня. Монреаль — Міннесота 6:1 - 29 квітня. Міннесота — Монреаль 2:3 Серія: Монреаль — Міннесота 4-2 | - 18 квітня. Чикаго — НЙ Рейнджерс 1:2 ОТ - 20 квітня. Чикаго — НЙ Рейнджерс 3:0 - 22 квітня. НЙ Рейнджерс — Чикаго 4:1 - 25 квітня. НЙ Рейнджерс — Чикаго 1:7 - 27 квітня. Чикаго — НЙ Рейнджерс 3:2 ОТ - 29 квітня. НЙ Рейнджерс — Чикаго 3:2 3ОТ - 2 травня. Чикаго — НЙ Рейнджерс 4:2 Серія: Чикаго — НЙ Рейнджерс 4-3 |

### Фінал
- 4 травня. Чикаго — Монреаль 2:1 ОТ
- 6 травня. Чикаго — Монреаль 5:3
- 9 травня. Монреаль — Чикаго 4:2
- 11 травня. Монреаль — Чикаго 5:2
- 13 травня. Чикаго — Монреаль 2:0
- 16 травня. Монреаль — Чикаго 4:3
- 18 травня. Чикаго — Монреаль 2:3

Серія: Чикаго — Монреаль 3-4

## Призи та нагороди сезону
| Нагороди                 | Гравець                                               | Команда                                               |
| ------------------------ | ----------------------------------------------------- | ----------------------------------------------------- |
| Пам'ятний трофей Колдера | Жільбер Перро                                         | Баффало Сейбрс                                        |
| Нагорода Теда Ліндсея    | Філ Еспозіто                                          | Бостон Брюїнс                                         |
| Трофей Арта Росса        | Філ Еспозіто                                          | Бостон Брюїнс                                         |
| Пам'ятний трофей Гарта   | Боббі Орр                                             | Бостон Брюїнс                                         |
| Трофей Конна Смайта      | Кен Драйден                                           | Монреаль Канадієнс                                    |
| Приз Білла Мастертона    | Жан Ратель                                            | Нью-Йорк Рейнджерс                                    |
| Приз Джеймса Норріса     | Боббі Орр                                             | Бостон Брюїнс                                         |
| Приз Леді Бінг           | Джонні Буцик                                          | Бостон Брюїнс                                         |
| Трофей Лестера Патріка   | Вільям М. Дженнінгс, Джон Солленберґе та Террі Савчук | Вільям М. Дженнінгс, Джон Солленберґе та Террі Савчук |
| Трофей Везини            | Едді Джакомін Жиль Вільмюр                            | Нью-Йорк Рейнджерс                                    |
| Нагорода Плюс-Мінус      | Боббі Орр                                             | Бостон Брюїнс                                         |

| Нагорода                  | Клуб               |
| ------------------------- | ------------------ |
| Приз Кларенса С. Кемпбела | Чикаго Блек Гокс   |
| Приз принца Уельського    | Бостон Брюїнс      |
| Кубок Стенлі              | Монреаль Канадієнс |

## Команда всіх зірок
| Перша команда                        | Позиція              | Друга команда                    |
| ------------------------------------ | -------------------- | -------------------------------- |
| Едді Джакомін, Нью-Йорк Рейнджерс    | Воротар              | Жак Плант, Торонто Мейпл-Ліфс    |
| Боббі Орр, Бостон Брюїнс             | Захисник             | Бред Парк, Нью-Йорк Рейнджерс    |
| Жан-Клод Трамбле, Монреаль Канадієнс | Захисник             | Пет Степлтон, Чикаго Блек Гокс   |
| Філ Еспозіто, Бостон Брюїнс          | Центральний нападник | Дейв Кеон, Торонто Мейпл-Ліфс    |
| Кен Годж, Бостон Брюїнс              | Правий нападник      | Іван Курнуає, Монреаль Канадієнс |
| Джонні Буцик, Бостон Брюїнс          | Лівий нападник       | Боббі Галл, Чикаго Блек Гокс     |